# غوستاف يغر (رسام)
غوستاف يغر (بالألمانية: Gustav Jäger)‏ هو رسام ألماني، ولد في 12 يوليو 1808 في لايبزيغ في ألمانيا، وتوفي بنفس المكان في 19 أبريل 1871.